# 奧齊戈萊克鎮區 (密歇根州)
奧齊戈萊克鎮區（英語：Otsego Lake Township）是位於美國密歇根州奧齊戈縣的一個行政鎮區。

## 地方資料
奧齊戈萊克鎮區的面積為91.74平方千米，當中陸地面積為84.74平方千米，而水域面積為6.99平方千米。根據2020年美國人口普查的數據，當地共有人口2857人，而人口密度為每平方千米31.14人。